# Al-Bayyinah
Al-Bayyinah (La Prova Chiara) è la novantottesima Sura del Corano, una sura medinese composta da 8 versetti. Questa sura tratta principalmente della rivelazione e dell'accettazione del Messaggio del Profeta Maometto da parte delle persone del Libro, nonché della condanna degli ipocriti.

## Contenuto
- L'Accettazione del Messaggio: La sura inizia esaltando la rivelazione del Corano e la guida fornita dal Profeta Maometto, che esponeva chiaramente la verità.
- La Reazione dei Popoli del Libro: Viene narrata la reazione dei popoli del Libro, gli Ebrei e i Cristiani, alla rivelazione del Corano e al messaggio del Profeta. Coloro che riconoscono la verità del Corano accettano la fede, mentre gli altri persistono nell'ostilità.
- La Convinzione dei Credenti: I credenti sono descritti come coloro che credono in Allah, nel Suo Messaggero e nelle Sacre Scritture, offrendo preghiere e praticando la carità.
- La Condanna degli Ipocriti: Gli ipocriti, invece, sono condannati per la loro ostilità verso il Profeta e il suo messaggio, nonostante la loro dichiarata appartenenza alla comunità musulmana.

## Analisi
La Sura Al-Bayyinah è significativa perché enfatizza la chiarezza del messaggio del Profeta Maometto e la verità evidente del Corano come guida per l'umanità. Essa esamina la reazione dei popoli del Libro alla rivelazione del Corano e al messaggio del Profeta, distinguendo tra coloro che accettano la verità e coloro che persistono nell'ostilità. Inoltre, essa sottolinea l'importanza della convinzione sincera e della pratica religiosa tra i credenti, condannando gli ipocriti per la loro ipocrisia e ostilità verso il Profeta e il suo messaggio. La sura serve quindi come richiamo alla sincerità nella fede e alla pratica coerente dei principi religiosi, mentre condanna l'ipocrisia e l'ostilità verso la verità divina.